# You Make Me Feel Like It's Halloween
You Make Me Feel Like It's Halloween è un singolo del gruppo musicale britannico Muse, pubblicato il 2 settembre 2022 come quinto estratto dal nono album in studio Will of the People.

## Descrizione
Si tratta di un sentito omaggio da parte del frontman Matthew Bellamy a Stephen King e la sua influenza che ha avuto sul cinema dell'orrore. Proprio per questo nel brano vengono citanti direttamente i film di culto Misery non deve morire e Shining.
Il testo parla inoltre delle vittime della violenza domestica durante la pandemia di COVID-19, periodo in cui il cantante ha composto il brano ispirato dalla lettura di On Writing: Autobiografia di un mestiere.

## Video musicale
Il video, diretto da Tom Teller e animato dallo studio Frame48, comprende riferimenti a diversi film horror e ai video dei precedenti singoli dell'album. Sono inoltre presenti frammenti di un'esibizione del gruppo registrata agli AIR Studios di Londra.

## Tracce
Testi e musiche di Matthew Bellamy.
1. You Make Me Feel Like It's Halloween – 3:00

## Formazione
Hanno partecipato alle registrazioni, secondo le note di copertina di Will of the People:
Gruppo
- Matthew Bellamy – voce, chitarra, tastiera
- Chris Wolstenholme – basso
- Dominic Howard – batteria

Produzione
- Muse – produzione, ingegneria del suono
- Aleks von Korff – produzione aggiuntiva, ingegneria del suono
- Șerban Ghenea – missaggio ai MixStar Studios
- Bryce Bordone – assistenza al missaggio ai MixStar Studios
- Chris Gehringer – mastering al Sterling Sound
- Joe Devenney – assistenza tecnica al Red Room
- Andy Maxwell – assistenza tecnica agli Abbey Road Studios
- Chris Whitemyer – assistenza tecnica
- Paul Warren – assistenza tecnica